# پادوسبان یکم
پادوسپان یکم نخستین اسپهبد دودمان پادوسپانیان بود که این دولت را در منطقه رویان بنیان نهاد. او از ۶۶۵ تا ۶۹۴ میلادی (۴۰ تا ۷۵ هجری) فرمانروایی نمود.

## حکومت
پادوسپان از برادر بزرگترش دابویه، که بعدتر جانشین گیل گاوباره در حکومت شد، دوری می‌جست و دلیل آن تندخویی دابویه بود. ۹ سال پس از درگذشت یزدگرد سوم و انقراض ساسانیان، در سال ۴۰ هجری پادوسپان به حکم پدر به رویان رفت و فرمانروای آن ناحیه شد. پادوسپان پس از آن به مدت ۳۵ سال در رویان بود و در ۷۵ هجری درگذشت. حکومت او در رویان به دو دوره تقسیم می‌شود: دورهٔ نخست ۲۲ سال (از ۴۰ تا ۶۲ هجری)، که در زمان اسپهبدی پدرش، گیل گاوباره بود؛ و دوره‌ای ۱۳ ساله (از ۶۲ تا ۷۵ هجری) که هم‌عصر با دابویه، به صورت مستقل فرمانروایی داشت.

## اخلاق و صفت‌ها
پادوسپان به دادگستری و خوش‌خویی شهره بوده‌است. ابن‌اسفندیار دربارهٔ پادوسپان می‌گوید: «پادوسپان هر روز علی‌الدوام ششصد مرد را نان دادی و به روزی سه وقت خان نهادی، به هر وقتی دویست مرد نان خوردندی. بزرگی بود از اکابر طبرستان، نامش عبدالله فضلویه، از داعیان گریخته روی بدو نهاد. پادوسپان بجهت او، دویست هزار درم اجرا پدید کرد و خانه و سرای ملکیت بدو داد و چون او فرمان یافت همچنان بفرزندان او مقرر و مسلم داشت.»